# Matthäus Gundelach

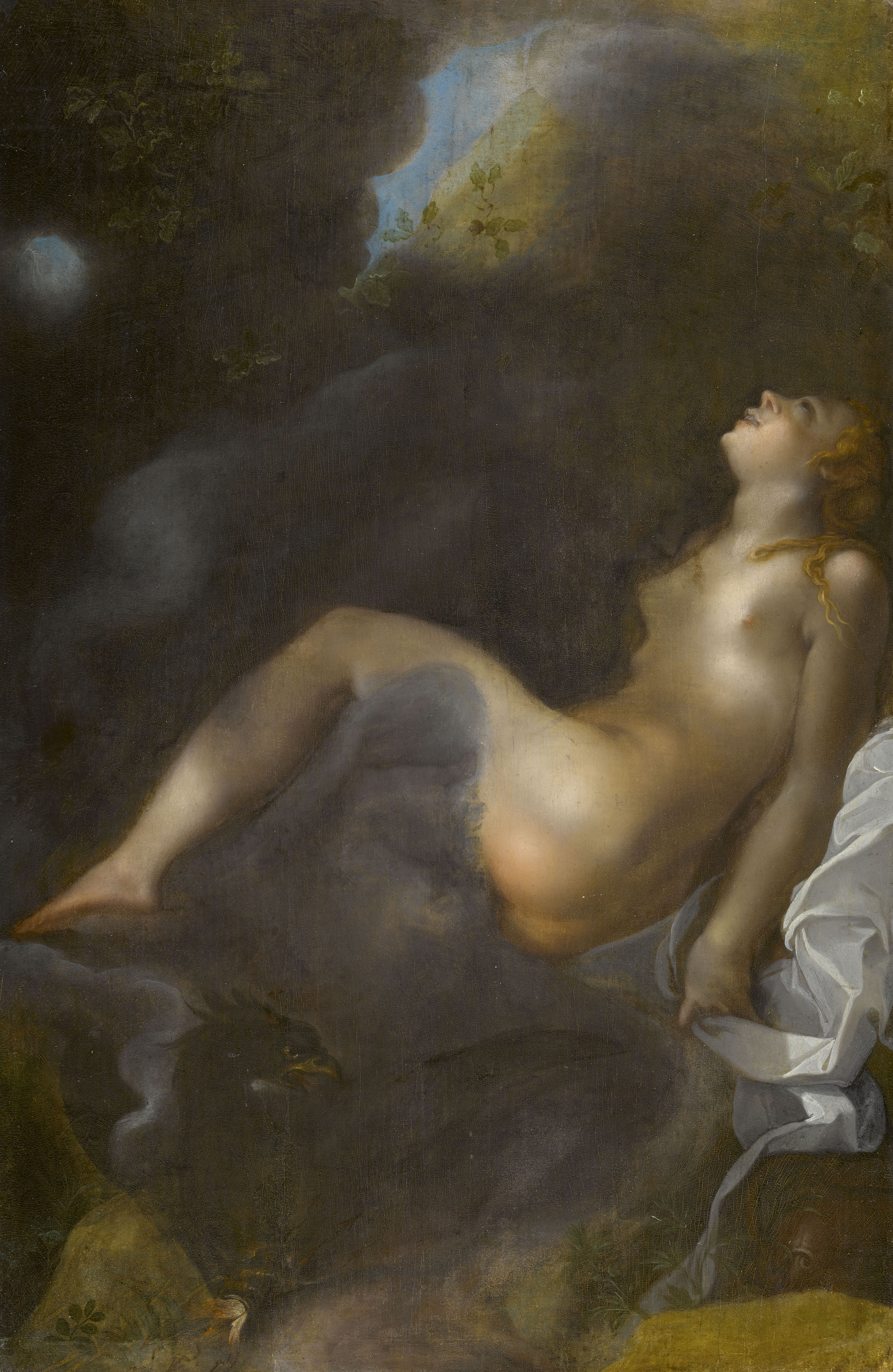

Matthäus Gundelach (též 'Matouš Gondolach, Gundlach; 1566 Kassel – 1653 Augsburg) byl německý malíř a grafik renesančního manýrismu a raného baroka, mj. dvorní malíř císaře Rudolfa II.

## Život
Pocházel ze šlechtického rodu, vyučil se pravděpodobně v Německu. Roku 1593 se v Praze připomíná jako samostatně činný mistr. Po smrti Josefa Heintze staršího, jehož obrazy rád kopíroval, se oženil s jeho ženou Reginou a svého nevlastního syna Josefa Heintze mladšího (1600–1678) přijal do učení malířství. V letech 1609–1612 stal dvorním (komorním) malířem císaře Rudolfa II. Po jeho smrti zůstal v Čechách a pracoval v Praze pro strahovské premonstráty a ve službách Fürstenberků, přejal nový barokní styl. Roku 1617 byl přijat do malířského cechu v Augsburgu, kde pracoval až do smrti.

## Dílo
Svými náboženskými či mytologickými obrazy je zastoupen v Národní galerii v Praze, v Obrazárně Pražského hradu, ve Strahovské obrazárně, v Uměleckohistorickém muzeu v Kroměříži, v Pinakotéce v Mnichově, ale také v českých chrámech, např. v kostele sv. Vavřince v Žebráku.

## Významná díla
- Obraz Klanění pastýřů (po 1606), kopie podle Josefa Heintze staršího, Obrazárna Pražského hradu
- Obraz Klanění pastýřů (po 1606), kopie podle Josefa Heintze staršího, Strahovská obrazárna v Praze
- Oltářní obraz Vidění proroka Ezechiel z roku 1610, ze hřbitovního kostela sv. Rocha v Žebráku, dnes ve farním kostele sv. Vavřince v Žebráku.